# Phytomyza lappivora
Phytomyza lappivora este o specie de muște din genul Phytomyza, familia Agromyzidae, descrisă de Friedrich Georg Hendel în anul 1927.
Este endemică în Austria. Conform Catalogue of Life specia Phytomyza lappivora nu are subspecii cunoscute.